# Ijon Tichy
Ijon Tichy es un personaje de ficción, el más carismático y famoso de los creados por el autor polaco de ciencia ficción Stanisław Lem. 

## El personaje
Ijon Tichy es un viajero y factótum consumado que recorre infinidad de viajes en el espacio y el tiempo viviendo aventuras y situaciones de lo más extravagantes. 
Los mundos y personajes que recorre este personaje tienen casi siempre un profundo trasfondo satírico, muchas veces dirigido contra los sistemas totalitarios, y se le ha comparado por ello con Gulliver, el personaje de Jonathan Swift. También se le ha comparado con Munchausen, puesto que de sus peripecias rara vez guarda alguna prueba. Y cuando las tiene, son piedrecitas u objetos de lo más vulgar acompañados de fantásticas proezas.
El mundo de Tichy es además, especialmente en los "Diarios de las Estrellas", altamente paródico con respecto al género de la ciencia ficción convencional o sus elementos científicos. Es frecuente encontrar alusiones al palo de remover la pila atómica o fechas como el 34 de agosto debido al retraso del tiempo por viajar a la velocidad de la luz. Quizás la palma se la lleve el hecho de que el viaje 19 transcurrió antes que el 17 y que el 18, de hecho, nunca se dio.
Algunas historias recopiladas en el segundo tomo de los "Diarios de las Estrellas", así como en "Congreso de Futurología", dejan en un segundo plano el tono humorístico y adquieren por el contrario un tono oscuro y lóbrego, sin esperanza y ciertamente desazonador.
Psicológicamente, Ijon Tichy corresponde más al arquetipo de antihéroe que al del típico viajero espacial de la literatura de ciencia ficción americana. De hecho, Tichy es una persona con bastante sentido común, algo neurótica, a la que no se le caen los anillos ante nada... pero que siempre está dispuesta a salir corriendo cuando las cosas se ponen feas. Este contraste de actitudes está presente en muchos de sus relatos.
Físicamente no se dan muchas descripciones, pero se deduce que su físico es bastante vulgar. Como dato comprobado, en "Diarios de las Estrellas", en el "Viaje séptimo", da alguna pista: "Me indicó con un dedo dos verrugas del tamaño de una fresa silvestre que tenía en la mejilla izquierda. Por reflejo, puse la mano en mi cara, porque yo justamente tengo en ese sitio dos verrugas idénticas a las suyas". En el "Viaje vigésimo tercero" se lee: "No me fue fácil penetrar en el aparato, porque soy de una corpulencia bastante considerable, así que mi simpático anfitrión tuvo que ayudarme".
Su mejor amigo es el Profesor Tarantoga, del que no se dice mucho, pero se deduce que es una alta personalidad académica. Entre otros cargos, ostenta el de Catedrático de Astrozoología Comparada por la Universidad de Fomalhaut. Quizás gracias a Tarantoga exista la ciencia de la Tichología; es decir, del estudio de la vida y obra de Ijon Tichy. En el falso prólogo de los "Diarios", atribuido al mismo Tarantoga, se hacen diversas referencias a publicaciones sobre esta Tichología, mostrándola como una ciencia activa y muy desarrollada.

## Repercusión
Ijon Tichy y el genio de Lem no han dejado de influir en la cultura popular. Podemos encontrar adaptaciones de relatos de Tichy en cómics de Carlos Giménez o en muchos capítulos de Futurama. Asimismo en España se ha adaptado "Diarios de las Estrellas" como monólogo de teatro.
Además, la cadena pública de televisión alemana ZDF comenzó a emitir, el 26 de marzo de 2007, una serie de episodios de 15 minutos de duración llamada Ijon Tichy:Raumpilot, con Oliver Jahn en el papel protagonista y Nora Tschirner como Analoge Halluzinelle. La nave en la cual viajan se asemeja en su exterior a una prensa francesa y a un apartamento berlinés de los 70 en el interior, el cual, en la primera temporada de la serie, se trata del sencillo apartamento de Oliver Jahn en la vida real, del que luego se mudó y el equipo de producción tuvo reproducirlo artificialmente de manera idéntica para poder continuar el rodaje. Estas aventuras televisivas, en parte debido a la escasa duración de cada capítulo, frecuentemente se desvían de las historias narradas en Diarios de las Estrellas.